# Holly Hendrix
Holly Hendrix (Lafayette, 20 aprile 1997) è un'attrice pornografica e modella statunitense.

## Biografia e carriera pornografica
Nata il 20 aprile 1997 a Lafayette, in Indiana, ma cresciuta a Savannah, suo padre biologico proviene dalla Guyana. Dopo aver abbandonato college si trasferì in Florida, dove ha iniziato a lavorare presso un fotografo come modella di nudo.
Nel maggio 2015, all'età di diciotto anni, Holly ha iniziato la sua carriera nell'industria cinematografica per adulti. Il suo nome d'arte riprende il cognome di Jimi Hendrix in quanto fan del musicista.
Dopo un anno nel settore, Hendrix ha iniziato ad essere premiata con la vittoria del Inked Awards winner 2016 nella categoria Best Anal e nel 2017 con la vittoria del prestigioso AVN Award Best New Starlet, cui si aggiunse anche l'AVN Award for Most Outrageous Sex Scene. Ha tatuato un diamante sopra entrambi i seni e dei fiori sopra entrambe le spalle. Nel 2016 ha partecipato alla terza edizione di DP Star, un talent edito da Digital Playgroud.
Al 2022 ha girato oltre 340 scene, ottenendo 4 prestigiosi premi.

## Riconoscimenti
- AVN Awards
  - 2017 – Best New Starlet[7]
  - 2017 – Most Outrageous Sex Scene per Holly Hendrix's Anal Experience con Adriana Checkik e Markus Dupree[8]
- XRCO Award
  - 2017 – Superslut[9]
  - 2018 – Superslut[10]